# Pararge luteafilipluma
Pararge luteafilipluma är en fjärilsart som beskrevs av Ruggero Verity 1922. Pararge luteafilipluma ingår i släktet Pararge och familjen praktfjärilar. Inga underarter finns listade i Catalogue of Life.